# Запрещённые песенки
Запрещённые песенки (пол. Zakazane piosenki) — польский чёрно-белый военный, музыкальный фильм 1946 года. Первый полнометражный художественный фильм, снятый в Польше после войны.

## Сюжет
Действие фильма разворачивается с сентября 1939 года до дня освобождения Варшавы от нацистов. Музыкант Роман Токарский рассказывает своему приятелю о днях оккупации, подпольной деятельности и варшавском восстании, во время которого гибли его родные и товарищи. Однако, главным героем фильма является музыка, патриотические песни, которые помогали полякам выжить в годы войны.

## В ролях
- Данута Шафлярская — Халина Токарская
- Ежи Душиньский — Роман, брат Халины
- Ян Свидерский — Рышард, любимый Халины
- Феликс Жуковский — Юрек, командир Романа и Рышарда
- Ян Курнакович — музыкант Цесляк, сосед Токарских
- Станислав Лапиньский — музыкант, знакомый Цесляка и Токарских
- Зофья Ямры — Мария Кендзёрек
- Хенрик Боровский — исполнитель приговора Марии Кендзёрек
- Витольд Садовый — скрипач-агент
- Анджей Лапицкий — исполнитель приговора скрипачу-агенту
- Януш Клосиньский — переводчик гестапо
- Казимеж Вихняж — гестаповец, проводящий ревизию
- Эдвард Дзевоньский — гестаповец, проводящий ревизию
- Игор Смяловский — гестаповец, убивающий слепого гармониста
- Ирена Нетто — слушающая Шопена в квартире Токарских
- Ханка Белицкая — уличная певица
- Алина Яновская — уличная певица
- Зофья Мрозовска — еврейская певица
- Вацлав Ковальский — певец с гитарой
- Ванда Якубиньская — женщина в лагере беженцев
- Адам Миколаевский — железнодорожник
- Казимеж Брусикевич — солдат
- Юзеф Малишевский – руководитель киностудии
- Ежи Пшибыльский
- Барбара Драпинская и др.